# Coco Chanel

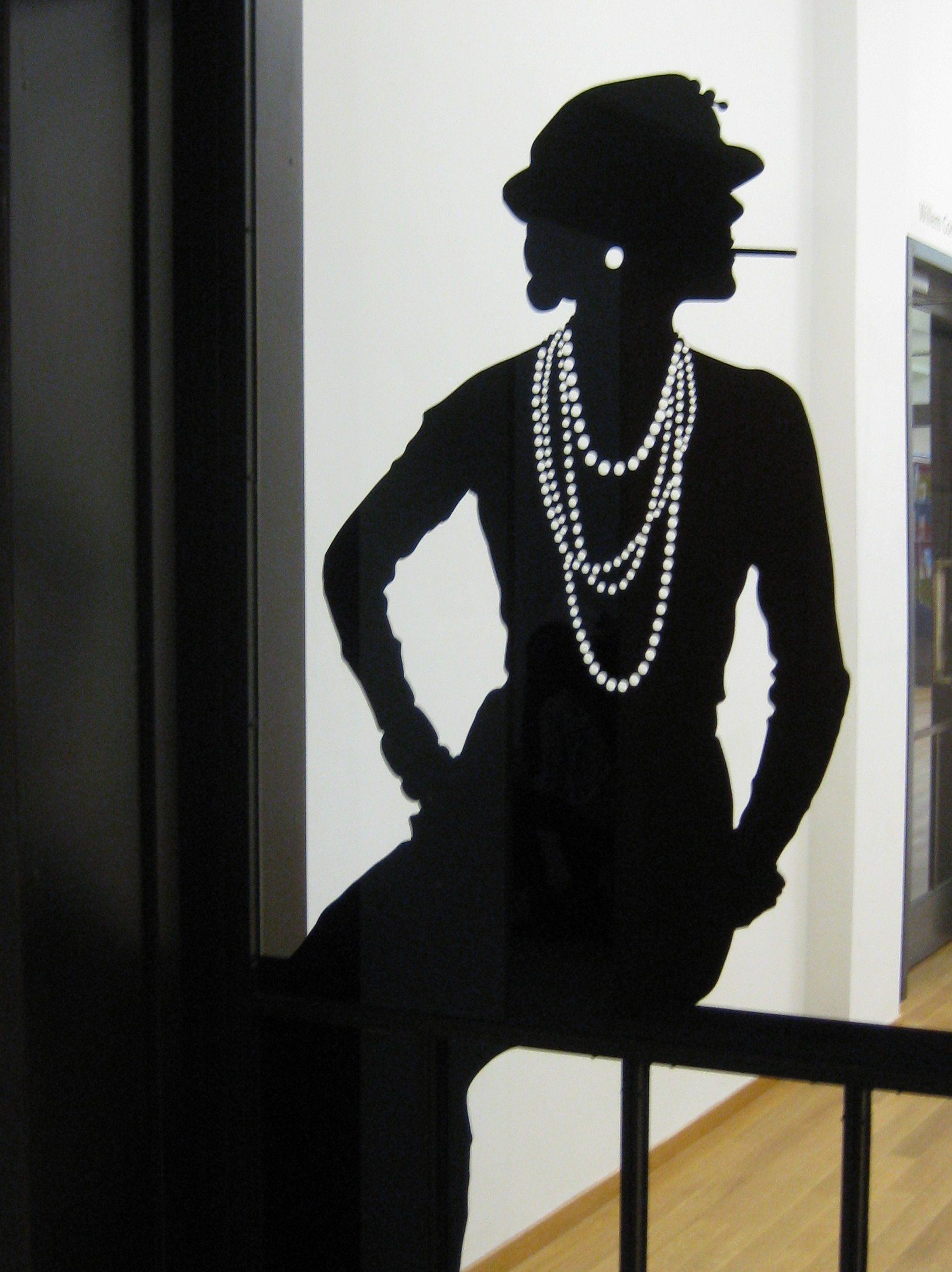
Afbeelding van Coco Chanel in het Gemeentemuseum Den Haag

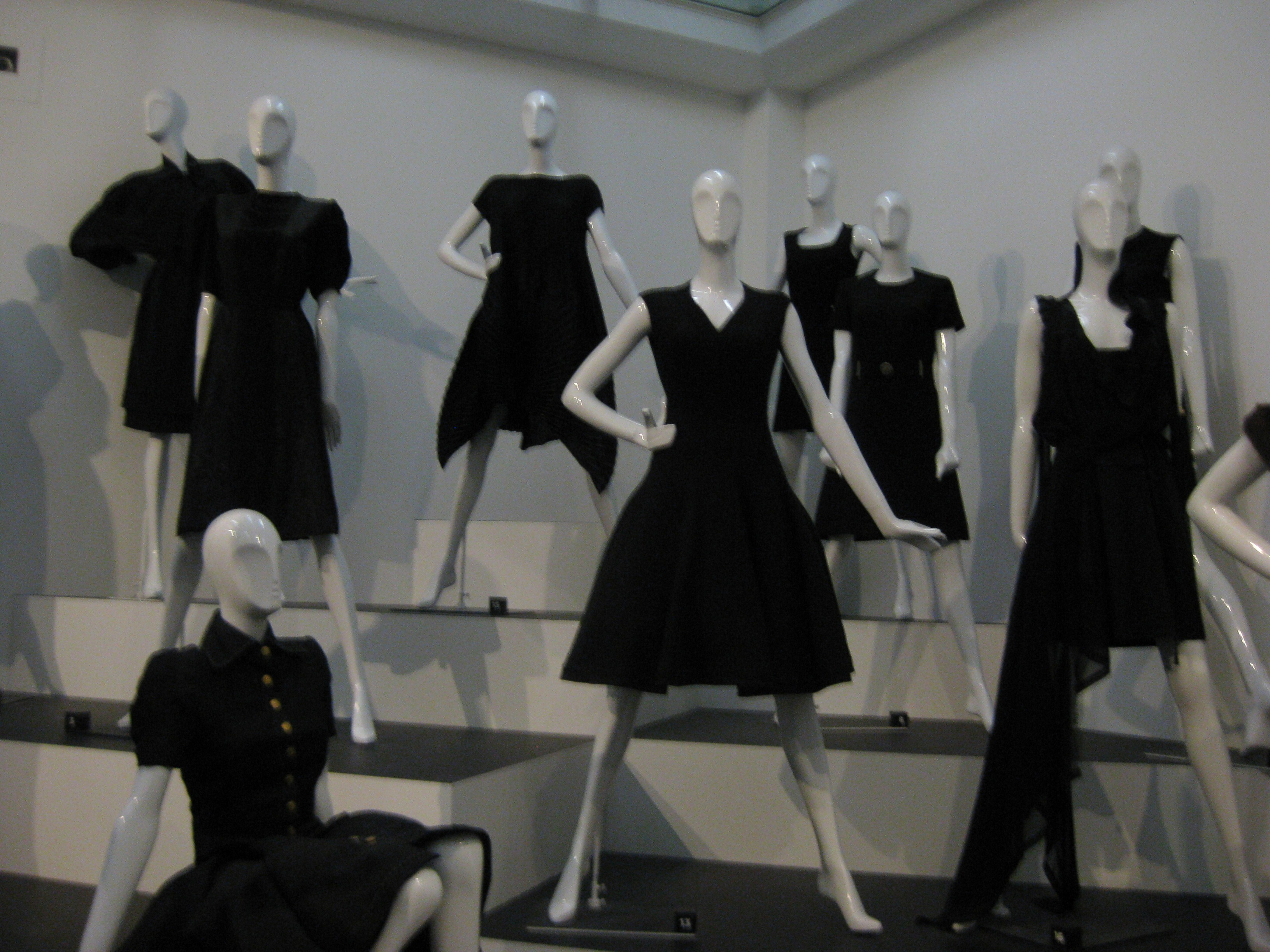
Variaties op de "little black dress" van Chanel op de tentoonstelling Chanel: De Legende

Coco Chanel (werkelijke naam Gabrielle Chanel) (Saumur, 19 augustus 1883 – Parijs, 10 januari 1971) was een Frans ontwerpster van damesmode en de oprichtster van het merk Chanel. Na de Eerste Wereldoorlog zorgde Chanel er samen met enkele tijdgenoten, zoals Paul Poiret, voor dat de sterk gekorsetteerde figuur van de toenmalige mode werd ingewisseld voor meer casual, sportieve dameskleding. Chanel wordt beschouwd als de belangrijkste modeontwerper van de twintigste eeuw. Ze maakte niet alleen naam met haar kledingontwerpen, maar ontwierp ook juwelen, handtassen en parfums. Haar succesvolle parfum Chanel Nº5 werd een iconisch product. Chanel prijkte als enige modeontwerper op de lijst van invloedrijkste personen van de twintigste eeuw, opgesteld door het gezaghebbende weekblad Time.

## Levensloop
Gabrielle Chanel, geboren in het midden-westen van Frankrijk (Land van de Loire), was een van de vijf kinderen van Jeanne Devolle, een wasvrouw en Albert Chanel, een arme, rondtrekkende koopman in textiel en vooral drinkende rokkenjager. Gabrielle werd geboren in een armenhuis en haar jeugd was een regelrechte verschrikking. In 1895 stierf haar uitgeputte en eenzame moeder Jeanne in het zuidelijker Brive-la-Gaillarde aan tuberculose. De twee jongens werden boerenknecht en de drie meisjes werden door vader Albert ondergebracht in het weeshuis aldaar van de abdij van Aubazine, geleid door zusters van de kloosterorde Filles du Saint-Coeur de Marie. Daar verbleef Gabrielle Chanel van haar elfde tot haar achttiende. Vergeefs wachtende op haar vader, die in 1895 had gezegd zijn kinderen weer op te zullen halen, zodra hij genoeg geld had verdiend. 
In de abdij werkten de Chanel zussen elke dag uren als naaisters. kleermaaksters voor de bewoners en voor mensen uit de omgeving, op een daarvoor ingerichte verdieping. 

### Carrière
Tijdens de roerige jaren twintig stond Chanel bekend als de 'Koningin van de Mode'. Elegant zijn was volgens haar geen kwestie van een nieuwe jurk aantrekken. "Je bent elegant, omdat je elegant bent." In 1918 vestigde ze zich in een pand 31 Rue Cambon in Parijs. Tussen 1921 en 1926 had Chanel een relatie met de dichter Pierre Reverdy. In 1927 bezat ze vijf panden aan de Rue Cambon, de nummers 23 tot 31. Zij was degene die de Garçonne-stijl bedacht: ze trok vrouwen truien en plooirokken met verlaagde taille aan en versierde de haren met clochehoeden en haarbanden.
Haar grote rivaal Paul Poiret, die vóór haar furore maakte met felgekleurde creaties, noemde Chanels stijl misérable de luxe. Zij strafte op haar beurt zijn exotische collecties af,  door met een minimalistisch zwart avondjurkje te komen, een van Chanels meest kenmerkende ontwerpen.
Chanel bracht in mei 1921 haar parfum Chanel Nº5 uit, een van de meest verkochte parfums en indertijd het eerste kunstmatige parfum dat vrouwen niet naar bloemen deed ruiken. Chanel zei daarover: "Een vrouw moet ruiken als een vrouw en niet als een roos."
In de jaren '50 introduceerde ze het deux-pièce, bekend geworden als het chanelpakje en de handtas met schouderriem 2.55 (naar de introductie in februari 1955). Ze was toen al over de zeventig.
Haar stijl was telkens afwijkend van de andere grote namen in de modewereld, zoals haar tijdgenote Elsa Schiaparelli met wie ze voortdurend in de clinch lag.
Chanel overleed op 87-jarige leeftijd in een suite van het Hôtel Ritz te Parijs. Chanels kijk op mode werd ook na haar overlijden doorgegeven middels haar mode-imperium Chanel, dankzij de couturier Karl Lagerfeld (1933-2019).

### Collaboratie
Coco Chanel zou tijdens de Duitse bezetting van Frankrijk een relatie hebben gehad met de ruim 26 jaar jongere SS'er en later veroordeelde oorlogsmisdadiger Walter Schellenberg, generaal-majoor van het Reichssicherheitshauptamt. Hal Vaughan schreef in zijn biografie Sleeping with the Enemy: Coco Chanel’s Secret War (2011) dat Chanel collaboreerde met de Duitse bezetter en dat ze ook een verhouding had met de ruim 13 jaar jongere baron Hans Günther von Dincklage, een Duits officier die "in groot aanzien stond bij Adolf Hitler en Joseph Goebbels". Volgens de schrijver Franck Ferrand, die meewerkte aan de Franse documentairereeks L'ombre d'un doute, zou een document van het Franse Ministerie van Defensie bewijzen dat Chanel, onder codenaam Westminster, spioneerde voor de Abwehr, de Duitse Militaire Inlichtingendienst. Aanvankelijk zou Chanel, volgens Vaughan, dat hebben gedaan om haar neef André Palasse uit krijgsgevangenschap te halen. Later zou ze haar nazi-relaties hebben gebruikt om het eigendom van haar parfum Chanel nº5, dat ze in 1924 had verkocht, terug te krijgen van de Joodse familie Wertheimer.
Chanel werd in september 1944 aangehouden, maar werd al na enkele uren weer vrijgelaten. Volgens haar door tussenkomst van "haar vriend Winston Churchill". Ze vluchtte met von Dincklage naar Zwitserland, vanwaar ze pas in 1953 of 1954 terugkeerde naar Parijs.

## In film
De film Coco avant Chanel (2009) vertelt het leven van Chanel voor ze bekend werd als modeontwerpster. Ze wordt gespeeld door Audrey Tautou. In hetzelfde jaar verscheen ook de film Coco Chanel & Igor Stravinsky, naar het boek Coco & Igor van Chris Greenhalgh. Deze overlapt verhaaltechnisch gedeeltelijk met Coco avant Chanel en gaat gedeeltelijk verder waar dat ophield. Chanel wordt hierin gespeeld door Anna Mouglalis.